# Starbuck - 533 figli e... non saperlo!
Starbuck - 533 figli e... non saperlo! (Starbuck) è un film del 2011 diretto da Ken Scott.

## Trama
David Wozniak è un eterno adolescente con un lavoro nella macelleria del padre e una coltivazione di marjiuana in casa. Quando era più giovane per raccogliere soldi ha iniziato a donare il suo sperma, ritrovandosi poi ad avere 533 figli. David ha anche una fidanzata, Valerie, molto più seria e adulta di lui. Un giorno della sua vita succedono due cose che gli cambieranno la vita per sempre; Valerie è incinta e i suoi figli vogliono conoscerlo.

## Remake
Del film sono stati realizzati diversi remake: Vicky Donor (India), Fonzy (Francia), Delivery Man (USA) diretto dallo stesso Ken Scott, ed il film TV Super-Dad (Germania).